# Stanisław Rola-Arciszewski

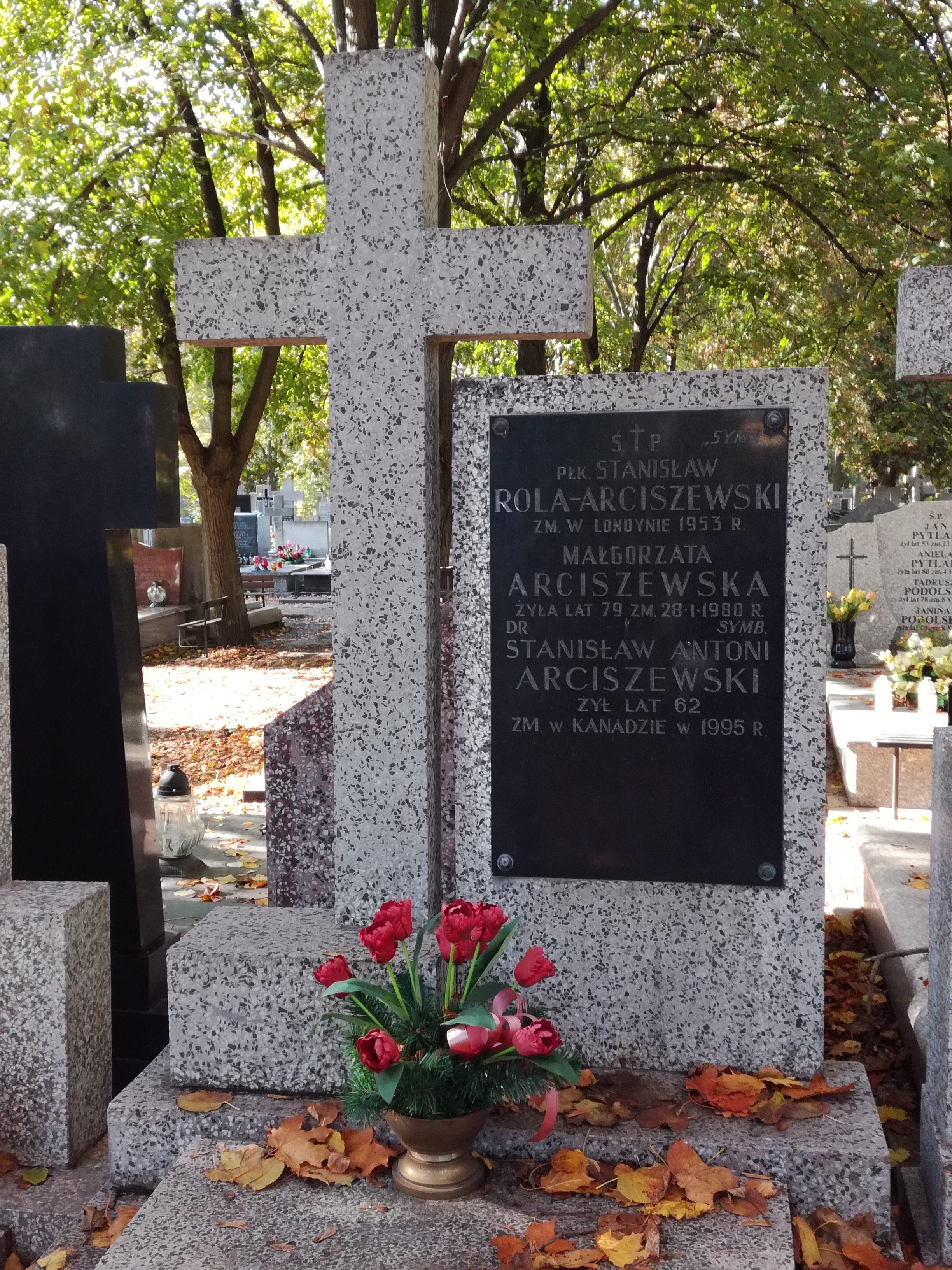
Grób symboliczny płka Stanisława Roli-Arciszewskiego na cmentarzu Bródnowskim

Stanisław Teofil Rola-Arciszewski h. Rola (ur. 9 listopada 1888 w Kołomyi, zm. 5 listopada 1953 w Londynie) – pułkownik dyplomowany artylerii Wojska Polskiego, kawaler Orderu Virtuti Militari, publicysta wojskowy.

## Życiorys
Urodził się 9 listopada 1888 w Kołomyi, w rodzinie Adama, auskultanta c. k. Sądu Obwodowego, i Julii z domu Bogdany. Był bratem Franciszka Adama (1890–1969), generała brygady WP, i Jadwigi, po mężu Stadmüller (1894–1983), profesora Akademii Sztuk Pięknych w Krakowie. W lutym 1919 zawarł związek małżeński z Małgorzatą Marią z Schillów, z którą miał córkę Marię Julię (ur. 1925, po mężu Gorzkowską) i syna Stanisława Antoniego (ur. 1932).
Uczęszczał do c. k. Drugiego Państwowego Gimnazjum we Lwowie, w którym w 1908 zdał maturę. W tym samym roku rozpoczął studia na Wydziale Budowy Maszyn Politechniki Lwowskiej, w 1910 przeniósł się na Politechnikę Wiedeńską. Po ukończeniu tej uczelni odbył praktykę w fabryce i stoczni w Trieście oraz w Berlinie i Dortmundzie. W sierpniu 1914 został wcielony do cesarskiej i królewskiej armii. Brał udział w walkach na froncie rosyjskim i włoskim. W listopadzie 1918 zgłosił się do polskiej stacji zbornej oficerów w Wiedniu i został przydzielony do Wojskowej Komisji Likwidacyjnej. W kolejnych latach zajmował się problematyką transportu wojskowego i w czasie wojny z Rosją znajdował się poza frontem.
W październiku 1921 powrócił do kraju i skierowany został do garnizonu Lwów, w którym objął dowództwo 3 baterii 5 pułku artylerii polowej. W styczniu następnego roku przydzielony został do Dowództwa Okręgu Korpusu Nr VI we Lwowie na stanowisko referenta. W latach 1922–1924 był słuchaczem Kursu Normalnego Wyższej Szkoły Wojennej w Warszawie. Z dniem 1 października 1924, po ukończeniu studiów i otrzymaniu dyplomu naukowego oficera Sztabu Generalnego, przydzielony został do Wyższej Szkoły Wojennej na stanowisko asystenta, a później wykładowcy taktyki ogólnej.
W listopadzie 1928 został przeniesiony do garnizonu Równe na stanowisko szefa sztabu 13 Dywizji Piechoty. W październiku 1930 objął dowództwo I dywizjonu 3 pułku artylerii lekkiej Legionów. W październiku 1931 wyznaczony został na stanowisko zastępcy dowódcy 1 pułku artylerii ciężkiej w Modlinie. W listopadzie 1935 mianowany został dowódcą 1 pułku artylerii motorowej w Stryju. 31 maja 1937 objął dowództwo 7 pułku artylerii lekkiej w Częstochowie i sprawował je do 25 lipca 1938. W 1937 odbył praktykę na stanowisku zastępcy dowódcy 10 Brygady Kawalerii. W następnym roku powołany został na stanowisko dowódcy 3 Grupy Pancernej w Warszawie. Ogłaszał publikacje poświęcone tematyce wojskowej (głównie taktyce i sztuce operacyjnej) na łamach „Bellony”, w 1934 wydał także książkę „Sztuka dowodzenia na Zachodzie Europy”.
W kampanii wrześniowej 1939 dowodził broniami pancernymi Armii „Łódź”, a później sprawował funkcję zastępcy szefa sztabu Armii „Warszawa”. Resztę wojny spędził w niewoli niemieckiej w Oflagu II C Woldenberg. W 1945 wstąpił do Polskich Sił Zbrojnych na Zachodzie. Od 1947 mieszkał w Londynie u brata Franciszka i pracował w Komisji Historycznej Sztabu Głównego Polskich Sił Zbrojnych na Zachodzie. Ogłosił kilka prac wspomnieniowych dotyczących okresu wojennego. Zmarł w Londynie. Został pochowany na cmentarzu Brompton w Londynie. Jego grób symboliczny znajduje na cmentarzu Bródnowskim (kwatera 112H-I-2).

## Awanse
- chorąży – 1915
- podporucznik – 1916
- porucznik – 1918
- kapitan – IX 1920
- major – 1 grudnia 1924 roku ze starszeństwem z dniem 15 sierpnia 1924 roku i 39. lokatą w korpusie oficerów artylerii
- podpułkownik – ze starszeństwem z dniem 1 stycznia 1931 roku i 14. lokatą w korpusie oficerów artylerii
- pułkownik – ze starszeństwem z dniem 19 marca 1938 roku i 12. lokatą w korpusie oficerów artylerii[8]

## Ordery i odznaczenia
- Krzyż Srebrny Orderu Wojennego Virtuti Militari
- Krzyż Kawalerski Orderu Odrodzenia Polski[9]
- Złoty Krzyż Zasługi (10 listopada 1928)[10][9]
- Medal Pamiątkowy za Wojnę 1918–1921[9]
- Medal Dziesięciolecia Odzyskanej Niepodległości[9]
- Komandor z Gwiazdą Orderu Zasługi (Węgry)[9]
- Kawaler Orderu Legii Honorowej (Francja)[9]